# Joachim Burghartz
Joachim N. Burghartz  (* 4. Oktober 1956 in Aachen) ist ein deutscher Elektroingenieur und Hochschullehrer.

## Leben
Joachim Burghartz studierte von 1976 bis 1982 Elektrotechnik an der RWTH Aachen. 1987 promovierte er an der Universität Stuttgart über Laterale Magnetotransistoren. Von 1987 bis 1988 arbeitete Burghartz als Gastwissenschaftler am IBM Thomas J. Watson Research Center in den Vereinigten Staaten, wo er anschließend als Wissenschaftlicher Mitarbeiter tätig war. Bei IBM Research forschte er zunächst an selektiver Siliziumepitaxie, entwickelte anschließend Integrationstechnologien für Bipolartransistoren und trug maßgeblich zur Entwicklung von IBM’s SiGe HBT Technologie bei. Später arbeitete er an integrierten passiven Hochfrequenzkomponenten und insbesondere an integrierten Spulen in Siliziumtechnologien.
1998 wechselte Burghartz auf eine Universitätsprofessur an der TU Delft in den Niederlanden, wo er seine Arbeiten an Siliziumtechnologien für Hochfrequenzanwendungen fortsetzte. Von 2001 bis 2005 war er an der TU Delft Wissenschaftlicher Direktor des Forschungsinstituts DIMES.
Im Jahr 2005 kehrte Burghartz nach Deutschland zurück und leitet seitdem das Institut für Mikroelektronik Stuttgart (IMS CHIPS) und ist als Universitätsprofessor für Mikroelektronik an der Universität Stuttgart tätig. Bei IMS CHIPS arbeitet er unter anderem an Technologien und Aufbautechnik ultra-dünner Chips für Anwendungen in flexibler Elektronik.

## Veröffentlichungen (Auswahl)
- G.L. Patton et al., 75 GHz f-sub-T SiGe-Base Heterojunction Bipolar Transistors, IEEE Electron Device Letters, vol. 11, no. 4, pp. 171–173, April 1, 1990 (1990)
- Sub-30 ps ECL Circuits Using High-f-sub-T Si and SiGe Epitaxial Base Transistors, in Tech. Dig. International Electron Devices Meeting (IEDM), San Francisco, CA, USA, December 1, 1990, pp. 297–300 (1990)
- Identification of Perimeter Depletion and Emitter Plug Effects in Deep-Submicrometer, Shallow-Junction Polysilicon Emitter Bipolar Transistors, IEEE Transactions on Electron Devices, vol. 39, no. 6, pp. 1477–1489, June 1, 1992 (1992)
- APCVD-Grown Self-Aligned SiGe-Base HBTs (Invited), in Proc. of IEEE Bipolar/BiCMOS Circuits and Technology Meeting (BCTM), Minneapolis, MN, USA, (Invited), September 1, 1993, pp. 55–62 (1993)
- High-Q Inductors in Standard Silicon Interconnect Technology and Application to an Integrated RF Power Amplifier, in Tech. Dig. International Electron Devices Meeting (IEDM), Washington, USA, December 1, 1995, pp. 1015–1018 (1995)
- Integrated RF Components in a SiGe Bipolar Technology, IEEE Journal of Solid-State Circuits, vol. 32, no. 9, pp. 1440–1445, September 1, 1997 (1997)
- B. Rong et al., Surface-Passivated High-Resistivity Silicon Substrates for RF-IC’s, IEEE Electron Device Letters, vol. 25, no. 4, pp. 176–178, April, 2004, ISSN 0741-3106 (2004)
- Y. Zhuang et al., Shape-induced ultra-high magnetic anisotropy and ferromagnetic resonance frequency in micropatterned thin NiFe film, Journal of Applied Physics, vol. 99, no. 8, p. 08C705, 2006 (2006)
- M. Zimmermann et al., A Seamless Ultra-Thin Chip Fabrication and Assembly Process, in Tech. Dig. International Electron Devices Meeting (IEDM), San Francisco, CA, USA, December, 2006, pp. 1010–1012, ISBN 1-4244-0439-8 (2006)
- CMOS Imager Technologies for Biomedical Applications (Invited), in ISSCC Digest of Technical Papers, International Solid-State Circuits Conference 2008, San Francisco, CA, USA, (Vortrag), Session 7 / TD: Electronics for Life Scienses / 7.4, invited, February 4, 2008, pp. 142–143, ISBN 978-1-4244-2011-7 (2008)
- Ultra-Thin Chips and Related Applications, A New Paradigm in Silicon Technology (Plenary Invited Talk), in Proc. of ESSDERC, Athens, Greece, 2009, pp. 29–36.
- E.A. Angelopoulos et al., Ultra-Thin Chip Technology for System-in-Foil Applications, in Tech. Dig. International Electron Devices Meeting (IEDM), San Francisco, CA, USA, (Vortrag), December 6, 2010, pp. 2.5.1-2.5.4, ISBN 978-1-4424-7418-5, ISSN 0163-1918 (2010)
- T. Zaki et al., A 3.3V 6b 100kS/s Current-Steering D/A Converter Using Organic Thin-Film Transistors on Glass, in Dig. of Tech. Papers ISSCC 2011, San Francisco, CA, USA, 2011, vol. 54, pp. 324–325.
- S. Endler et al., Two-Dimensional Flex Sensor Exploiting Stacked Ultrathin Chips, IEEE Electron Device Letters, vol. 33, no. 3, pp. 444–446, January 10, 2012 (2012)
- T. Zaki et al., S-Parameter Characterization of Submicrometer Low-Voltage Organic Thin-Film Transistors, IEEE Electron Device Letters, vol. 34, no. 4, pp. 520–522, April, 2013 (2013)
- C. Harendt et al., Hybrid Systems in Foil (HySiF) Exploiting Ultra-thin Flexible Chips, in Proc. of ESSDERC, Venedig, Italien, 2014, no. IEEE Catalog Number: CFP14543-PRT, pp. 210–213.
- Y. Mahsereci et al., An Ultra-Thin Flexible CMOS Stress Sensor Demonstrated on an Adaptive Robotic Gripper, in Dig. of Tech. Papers ISSCC 2015, San Francisco, USA, 2015, pp. 1–3.

## Mitgliedschaften und Ehrungen (Auswahl)
Als zweiter deutscher und europäischer Forscher – nach Adolf Goetzberger im Jahr 1983 – wurde Burghartz 2014 mit dem J. J. Ebers Award der amerikanischen IEEE Electron Devices Society für seine Leistungen bei der Entwicklung von integrierten Spulen auf Silizium-Chips und für seine Arbeiten an ultra-dünnen Chips ausgezeichnet. Dazu erhielt er 2009 den Landesforschungspreis Baden-Württemberg für seine Forschungs- und Verwertungsergebnisse zu ultra-dünnen Chips.
Seit 2002 ist Joachim Burghartz Fellow des IEEE.
Joachim Burghartz ist Mitglied im Netzwerk Wissenschaftsfreiheit.